# روبين كاماتشو
روبين كاماتشو (بالإسبانية: Rubén Camacho) هو دراج مكسيكي، ولد في 17 أكتوبر 1953 في لوس موتشيس في المكسيك.

## وصلات خارجية
- روبين كاماتشو على موقع أرشيف الدراجات (الإنجليزية)
- روبين كاماتشو على موقع إحصائيات الدراجات الإحترافية (الإنجليزية)
- روبين كاماتشو على موقع أوليمبيديا (الإنجليزية)